# ジョヴァンニ・デ・マック
ジョヴァンニ・デ・マック（Giovanni de Macque, 1548年または1550年 - 1614年9月）は、ルネサンス後期からバロック初期にかけてのフランドル楽派の作曲家。生涯の大半をイタリアで過ごした。

## 生涯
ヴァランシエンヌに生まれるが、早くにウィーンに出て聖歌隊員となり、マドリガーレ作曲家のフィリップ・デ・モンテに師事した。1574年以前にローマに生き、オルガニスト兼作曲家として活動した。1576年には最初のマドリガーレ集を出版している。1585年頃にはナポリに行き、カルロ・ジェズアルドの宮廷に仕え、ジェズアルドが妻を殺害する直前の1590年5月まで滞在した。1594年にはスペインのナポリ副王の宮廷オルガニストとなり、1599年には宮廷楽長に就任した。教え子にルイージ・デ・ロッシらがいる。

## 作品
多作家で12のマドリガーレ集を出版した。初期の作品は保守的なローマスタイルであったが、ナポリに移住後は進歩的なナポリスタイルを採用するようになった。1599年以降再び作風が変化し、ジェズアルドの作品にみられるような半音階を使用した実験的な作品を送り出した。
マドリガーレの他にカンツォーナ、リチェルカーレ、カプリッチョなどの器楽曲を残している。

## 文献
- W. Richard Shindle, "Giovanni de Macque", in The New Grove Dictionary of Music and Musicians, ed. Stanley Sadie. 20 vol. London, Macmillan Publishers Ltd., 1980. ISBN 1-56159-174-2
- Gustave Reese, Music in the Renaissance. New York, W.W. Norton & Co., 1954. ISBN 0-393-09530-4
- Donald Jay Grout, A History of Western Music. New York, W.W. Norton & Co., 1980. ISBN 0-393-95136-7